# اتین ون در لینده
اتین ون در لینده (انگلیسی: Etienne van der Linde؛ زادهٔ ۲۵ فوریهٔ ۱۹۷۸) مهندس، و راننده خودروی مسابقه‌ای اهل آفریقای جنوبی است.

او در مسابقات فرمول سه آلمان و مسابقات اتو گرند پری، فرمول ۳۰۰۰ حضور داشته است.